# Paranthura astrolabium
Paranthura astrolabium là một loài chân đều trong họ Paranthuridae. Loài này được Kensley miêu tả khoa học năm 1979.